# Pelochelys signifera
Pelochelys signifera is een schildpad uit de familie weekschildpadden (Trionychidae). De schildpad werd voor het eerst wetenschappelijk beschreven door Robert Gravem Webb in 2002, zodat nog niet alle literatuur de soort vermeld. 

## Uiterlijke kenmerken
Deze soort wijkt af van de andere twee Pelochelys- soorten doordat de juveniele dieren een duidelijke nettekening op het schild hebben, dat met de jaren vervaagt en bij de volwassen exemplaren geheel afwezig is.

## Algemeen
Pelochelys signifera komt voor in Azië en is endemisch in Papoea-Nieuw-Guinea, de schildpad is alleen bekend in het noorden van het land. Omdat de soort pas in 2002 wetenschappelijk is beschreven is over de biologie en levenswijze weinig bekend.